# Studium Spraw Polskich w Wielkiej Brytanii
Studium Spraw Polskich w Wielkiej Brytanii – polska emigracyjna placówka istniejąca od 1980 do 1994 roku w Londynie. Jego głównym zadaniem było gromadzenie wiadomości o represjach i łamaniu praw człowieka w Polsce.

## Historia i działalność
Studium Spraw Polskich (Information Centre for Polish Affairs) zostało oficjalnie powołane 1 lutego 1980 roku. Prezesem Studium Spraw Polskich (SSP) była Aleksandra Stypułkowska, a po jej śmierci Jan Radomyski, dotychczasowy wiceprezes. Funkcję sekretarza i skarbnika pełnił Antoni Pospieszalski, później skarbnikiem została Irma Stypułkowska. Członkami zarządu byli Stanisław Gomułka, Wiktor Moszczyński. Ze Studium współpracowało z nimi około 30 osób m.in. Andrzej Stypułkowski, Rowmund Piłsudski, Krzysztof Pszenicki, Leszek Kołakowski, Jan Krok-Paszkowski, Eugeniusz Smolar, Jerzy Kulczycki. Głównym zadaniem SSP było gromadzenie wiadomości o represjach i łamaniu praw człowieka w Polsce. Były one następnie opracowane w formie biuletynu i przetłumaczone na język angielski i dostarczane do zagranicznych agencji prasowych, ważniejszych redakcji, instytucji rządowych, organizacji i uniwersytetów. Biuletyn ten w latach 1982–1991 nosił tytuł Uncensored Poland News Bulletin. Inną serą działalności SSP było wydawanie Raportów Polskiego Komitetu Helsińskiego i kolportowanie ich podczas sesji KBWE. Organizacja występowała także w obronie więzionych i represjonowanych przez reżim komunistyczny działaczy opozycji w Polsce oraz w miarę swoich możliwości udzielała im pomocy materialnej. Działalność SSP wspierana była m.in. przez Rząd RP w Londynie, Fundację Lanckorońskich oraz National Endowment for Democracy w Stanach Zjednoczonych. Studium Spraw Polskich rozwiązane zostało 9 czerwca 1994 roku a majątek przekazany został Bibliotece Polskiej w Londynie.